# 邦普林西皮奥
邦普林西皮奥是巴西南大河州的一个市镇。总面积88.242平方公里，总人口10910人，人口密度123.6人/平方公里。